# Melanagromyza sauteri
Melanagromyza sauteri este o specie de muște din genul Melanagromyza, familia Agromyzidae. A fost descrisă pentru prima dată de Malloch în anul 1914.
Este endemică în Taiwan. Conform Catalogue of Life specia Melanagromyza sauteri nu are subspecii cunoscute.